# Maryna Poroszenko
Maryna Anatolijiwna Poroszenko, ukr. Марина Анатоліївна Порошенко (ur. 1 lutego 1962 w Kijowie) – ukraińska lekarka, działaczka społeczna i samorządowa, w latach 2014–2019 pierwsza dama Ukrainy. Żona Petra Poroszenki.

## Życiorys
Córka Anatolija Perewedencewa, wiceministra zdrowia w Ukraińskiej SRR, oraz Ludmyły. Ukończyła Kijowski Instytut Medyczny, specjalizując się w zakresie kardiologii. W trakcie studiów poznała Petra Poroszenkę, para pobrała się po rocznej znajomości w 1984. Wspólnie mają czworo dzieci – Ołeksija (ur. 1985), Mychajła (ur. 2001), Jewheniję i Ołeksandrę (bliźniaczki, ur. 2000). Po narodzinach pierwszego syna zrezygnowała z pracy zawodowej.
Maryna Poroszenko nie angażowała się w działalność polityczną męża, zajęła się natomiast działalnością społeczną w ramach finansowanej przez niego fundacji charytatywnej, stając na czele tej instytucji. Po zwycięstwie Petra Poroszenki w wyborach prezydenckich w 2014 objęła obowiązki pierwszej damy Ukrainy. Od 2018 do 2019 pełniła funkcję prezesa Ukraińskiej Fundacji Kultury. W 2020 jako członkini kierowanej przez Petra Poroszenkę partii Europejska Solidarność uzyskała mandat radnej Kijowa.